# Alpsalamander

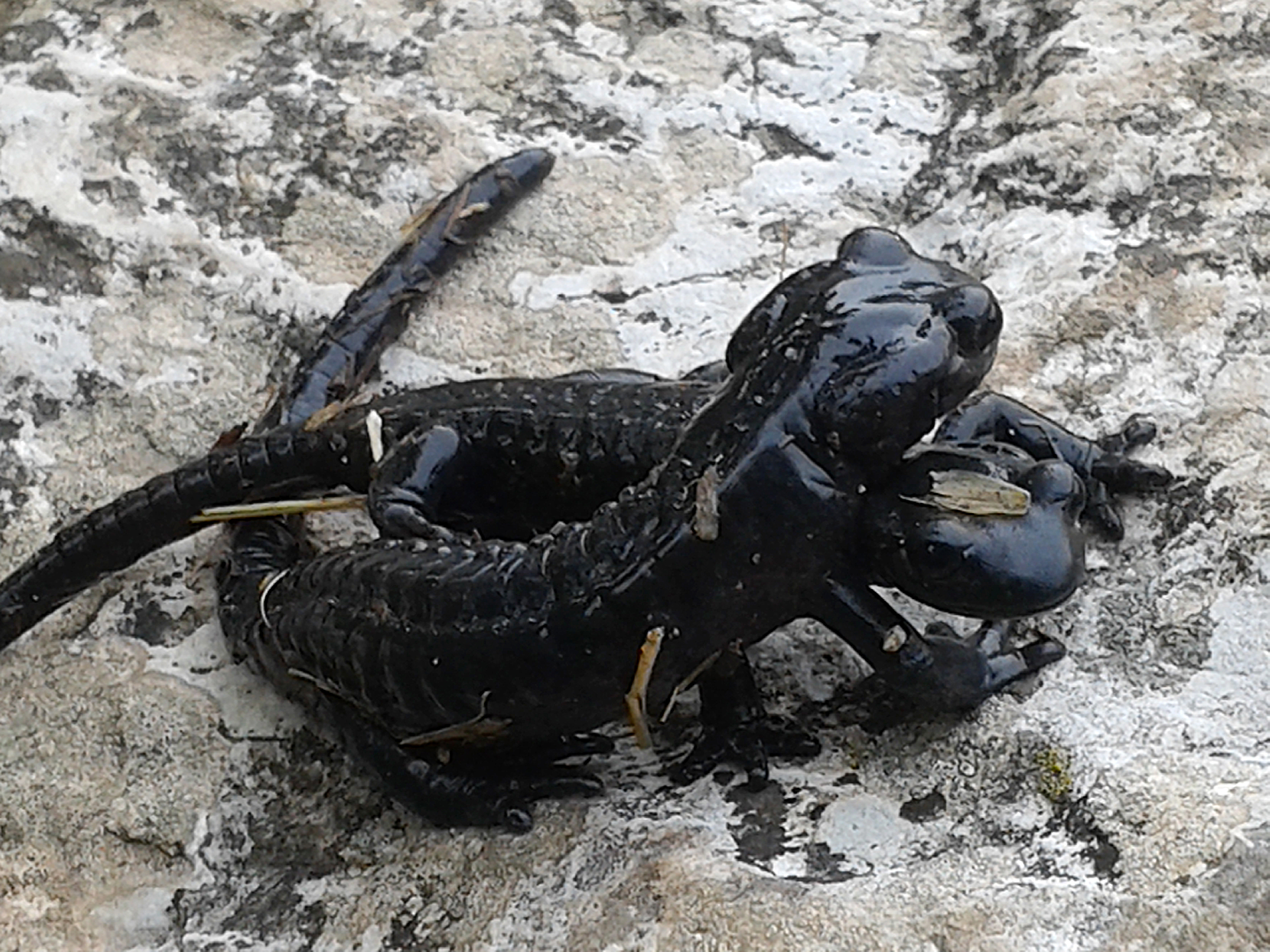
Salamandra atra

Alpsalamander (Salamandra atra) är en art i ordningen stjärtgroddjur. Djuret är svart och förekommer huvudsakligen i Alperna men även i bergstrakter av västra Balkan.

## Kännetecken
Hannar blir i genomsnitt något mindre än honorna. De senare når en kroppslängd upp till 16 centimeter. Med undantag av underarten Salamandra atra aurorae har alla individer på ovansidan en svart kroppsfärg. Nämnda underart har en mörkgul rygg. Djurets undersida är mörkgrå. Hannarnas kloaköppning står något ut från omgivande kroppsdelar.
Längs sidorna och ryggen finns ett flertal vårtor som innehåller körtelöppningar. Svansen är kortare än övriga kroppen och har nästan ett fyrkantigt tvärsnitt.

## Utbredning och habitat
Utbredningsområdet sträcker sig från Rhônes dalgång vid Genèvesjön till Dinariska alperna. Habitatet utgörs av karst och djupa alpina dalgångar. Arten förekommer vanligen mellan 800 och 2 000 meter över havet men enskilda individer hittades vid 420 meter över havet. I Österrike och Schweiz iakttogs vissa exemplar på 2 400 till 2 800 meter över havet. Främst lever alpsalamandern i på våta ställen som skogar och ängar bredvid bäckar. Djuret gömmer sig ofta under stenar och döda träd.

## Levnadssätt
Alpsalamandern är främst aktiv på natten och äter smådjur som insekter, spindlar, snäckor, daggmaskar och gråsuggor. Efter mycket nederbörd visar sig djuret även på dagen utanför gömstället. Över vintern stannar arten i gömstället och faller i ett stelt tillstånd (torpor).
Skata, alpkaja och i vissa fall även huggormen är alpsalamanderns naturliga fiender. Den försvarar sig liksom eldsalamandern med ett giftigt hudsekret. För att skrämma motståndare höjer den huvudet.

## Fortplantning
Beroende på väder och temperatur börjar parningen under senvåren men oftast i juni. Honan har ett speciellt hudveck där hon förvarar hannens sädesceller upp till 2 år. I motsats till flera andra groddjur som lämnar sina ägg i vattnet är alpsalamandern vivipar. Dräktigheten är med 2 till 3 år påfallande långvarig. Sedan föds vanligen två fullt utvecklade ungdjur (sällan ett, tre eller fyra). På så sätt är alpsalamandern det enda europeiska groddjuret som helt är oberoende av vattendrag.

## Systematik
Bredvid nominatformen Salamandra atra atra listas vanligen en underart till, Salamandra atra aurorae, som lever i ett område mindre än 50 km2 i den italienska provinsen Vicenza. En tredje underart, Salamandra atra prenjensis, är omstridd.
Ett liknande djur i sydvästra Alperna listas numera som självständig art, Salamandra lanzai.

## Hot
Arten hotas främst av levnadsområdets förstöring. I flera stater i utbredningsområdet står alpsalamandern under skydd. IUCN klassificerar arten som livskraftig ("LC"); underarten Salamandra atra aurorae är emellertid klassificerad som akut hotad ("CR").